# Ribeirão das Bandeiras
O ribeirão das Bandeiras é um curso de água que banha a Zona da Mata do estado de Minas Gerais. É um afluente da margem esquerda do rio Casca e, portanto, um subafluente do rio Doce.
O ribeirão das Bandeiras drena uma área de 132 km². Sua nascente localiza-se no município de Urucânia, a uma altitude de aproximadamente 500 metros. Nos últimos 3 km de seu percurso até desembocar no rio Casca, o ribeirão das Bandeiras serve de limite entre os municípios de Urucânia e Piedade de Ponte Nova.